# Tennis for Two
Tennis for Two (také znám pod názvem Computer Tennis) je sportovní videohra z roku 1958 simulující hraní tenisu. Je považována za jednu z prvních videoher.

## Hratelnost
Na osciloskopické obrazovce se zobrazil náhled na tenisový kurt ze strany se sítí uprostřed. Hráči pomocí ovladače regulovali úhel pálky a při zmáčknutí tlačítka došlo k odpálení míčku.

## Vývoj
Hru navrhl William Higinbotham, americký vědec, jenž byl součástí týmu, který se podílel na vzniku jaderné bomby. Spolu s technikem Robertem V. Dvorakem sestavili hru v průběhu tří týdnů pro každoroční výstavu Brookhaven National Laboratory, na které do té doby převažovaly statické a neinteraktivní exponáty.
K sestavení hry použili analogový počítač (konkrétně Donner Model 30), který byl schopen simulovat trajektorii míčku a odpor větru. To se dále zobrazovalo na osciloskop a k ovládání byly přidány dva ovladače, každý obsahující regulátor a tlačítko.

## Odkaz
Na výstavě Brookhaven National Laboratory se hra setkala s nečekaným zájmem, hlavně ze strany středoškolských studentů, a to dokonce do takové míry, že se na ni stály fronty.
Díky své popularitě byla součástí výstavy i v roce 1959 s novou možností simulace gravitace Měsíce a Jupiteru. Poté byla rozebrána a na dlouhou dobu zapomenuta. Higinbotham byl pak v osmdesátých letech předvolán před soud v rámci sporu společnosti Magnavox a vynálezce Ralpha H. Baera.
William Higinbotham nepovažoval za důležité si hru Tennis for Two patentovat, jelikož podle něj byla jen rozšířením Donner Model 30, a tak je sporné, jestli ji lze považovat za první videohru. Jedná se ale o první počítačovou hru vytvořenou k rekreaci.